# Citrobacter
Bei den Bakterien der Gattung  Citrobacter  handelt es sich um eine Gruppe gramnegativer Stäbchenbakterien der Familie der Enterobakterien (Enterobacteriaceae). Sie sind in der Regel nicht krankheitserregend („pathogen“) und kommen in der normalen Darmflora des Menschen vor. Sie können mit Citrat als einziger Energiequelle wachsen, worauf auch der Gattungsname verweist.

## Merkmale
Die Zellen von Citrobacter-Arten sind durch Flagellen aktiv beweglich (motil). Sie nutzen verschiedene organische Verbindungen als Energie- und Baustoffquelle in oxidativem oder fermentativem Energiestoffwechsel. Sie sind somit fakultativ anaerob. Sie können beispielsweise Glucose und Lactose unter Gas- und Säurebildung verwerten, damit gehören sie zu den coliformen Bakterien. Bezüglich der Produkte, die bei der Gärung gebildet werden, gehören sie zu den Bakterien, die eine gemischte Säuregärung durchführen. Ein besonderes Merkmal ist, dass sie mit Citrat, dem Anion der Citronensäure, als einziger Energiequelle wachsen können, darauf verweist auch der Gattungsname. Wie für Enterobacteriaceae typisch, verlaufen der Katalase-Test positiv und der Oxidase-Test negativ.
Biochemische Merkmale, wie beispielsweise die vorhandenen Enzyme und die daraus resultierenden Stoffwechseleigenschaften können in einer Bunten Reihe zur Identifizierung von Citrobacter-Arten bzw. Unterscheidung von anderen Vertretern der Enterobacteriaceae verwendet werden. Das Enzym Urease zum Abbau von Harnstoff ist bei manchen Arten vorhanden. Die Bildung von Schwefelwasserstoff (H2S) erfolgt ebenfalls nur bei einigen Arten. Nitrat wird zu Nitrit reduziert. Die Voges-Proskauer-Reaktion verläuft negativ, es wird kein Acetoin gebildet. Auch der Indol-Test verläuft negativ. Mit Hilfe der IMViC-Tests kann Citrobacter von Enterobacter und Escherichia unterschieden werden.
Der GC-Gehalt, also der Anteil der Nukleinbasen Guanin und Cytosin in der Bakterien-DNA, liegt bei 50–52 Molprozent.
Citrobacter-Arten können durch die Phosphataseaktivität in ihrer Zellwand Plutonium [Pu(IV)] aus wässriger Lösung ausfällen und als Lanthan-Phosphat-Komplex binden.
Citrobacter-Arten sind wie einige andere Prokaryoten in der Lage, Stickstoff zu fixieren. Sie sind diazotroph. C. freundii wurde im Darm von Mittelmeerfruchtfliegen gefunden und es wird vermutet, dass der von den Bakterien fixierte Stickstoff eine relevante Quelle organischen Stickstoffs für die Insekten ist. Somit leben ähnlich wie bei den Termiten die Fliegen mit ihren Darmbakterien in einer Symbiose.

## Vorkommen
Verbreitet sind Citrobacter-Arten in beinah allen Lebensräumen, wie etwa dem Boden, in Gewässern und in Abwässern. Außerdem kommen sie als Teil der Darmflora im Magen-Darm-Trakt des Menschen vor.

## Systematik
Die Gattung Citrobacter zählt zu der Familie der Enterobacteriaceae (Enterobakterien) in der Ordnung der Enterobacteriales. Diese Ordnung gehört zu der Klasse der Gammaproteobacteria. Die Enterobacteriaceae bilden eine große Gruppe gramnegativer Bakterien, zu denen u. a. die Gattungen Enterobacter, Escherichia, Klebsiella, Proteus, Raoultella, Salmonella, Serratia, Shigella und Yersinia gehören, von denen einige Vertreter als Krankheitserreger von Bedeutung sind.
Citrobacter wurde 1932 von Werkmann und Gillen erstbeschrieben. Zu der Gattung gehören die folgenden Arten (Stand 2014):
- Citrobacter amalonaticus (Young et al. 1971) Brenner & Farmer 1982
- Citrobacter braakii Brenner et al. 1993
- Citrobacter farmeri Brenner et al. 1993
- Citrobacter freundii (Braak 1928) Werkman & Gillen 1932
- Citrobacter gillenii Brenner et al. 2000
- Citrobacter koseri Frederiksen 1970, früher C. diversus genannt, wobei dieser als nomen dubium nicht anerkannt ist
- Citrobacter murliniae Brenner et al. 2000
- Citrobacter rodentium Schauer et al. 1996
- Citrobacter sedlakii Brenner et al. 1993
- Citrobacter werkmanii Brenner et al. 1993
- Citrobacter youngae Brenner et al. 1993

## Medizinische Bedeutung
Als Krankheitserreger spielen Citrobacter-Arten nur selten eine Rolle und können bei Patienten mit geschwächtem Immunsystem als opportunistische Erreger Infektionen (meist intraabdominale Infektionen) verursachen. Meistens handelt es sich dabei um Krankenhausinfektionen (nosokomiale Infektionen). In Einzelfällen wurden sie als Verursacher von Infektionen außerhalb des Darms („extraintestinal“) beschrieben. Als Beispiele werden Harnwegsinfekte und Infektionen des Respirationstraktes genannt. In seltenen Fällen wurden Citrobacter-Arten auch bei Säuglings-Meningitis und -sepsis nachgewiesen.
Zur antimikrobiellen Therapie (Stand 2009) stehen bei Infektionen mit Citrobacter koseri Cefotaxim, Ceftriaxon und alternativ Ciprofloxacin und Levofloxacin zur Verfügung. Citrobacter freundii wird mit Imipenem, Meropenem, Ertapenem, Chinolonen oder Aminoglykoside behandelt.